# Carolina Cruz-Neira

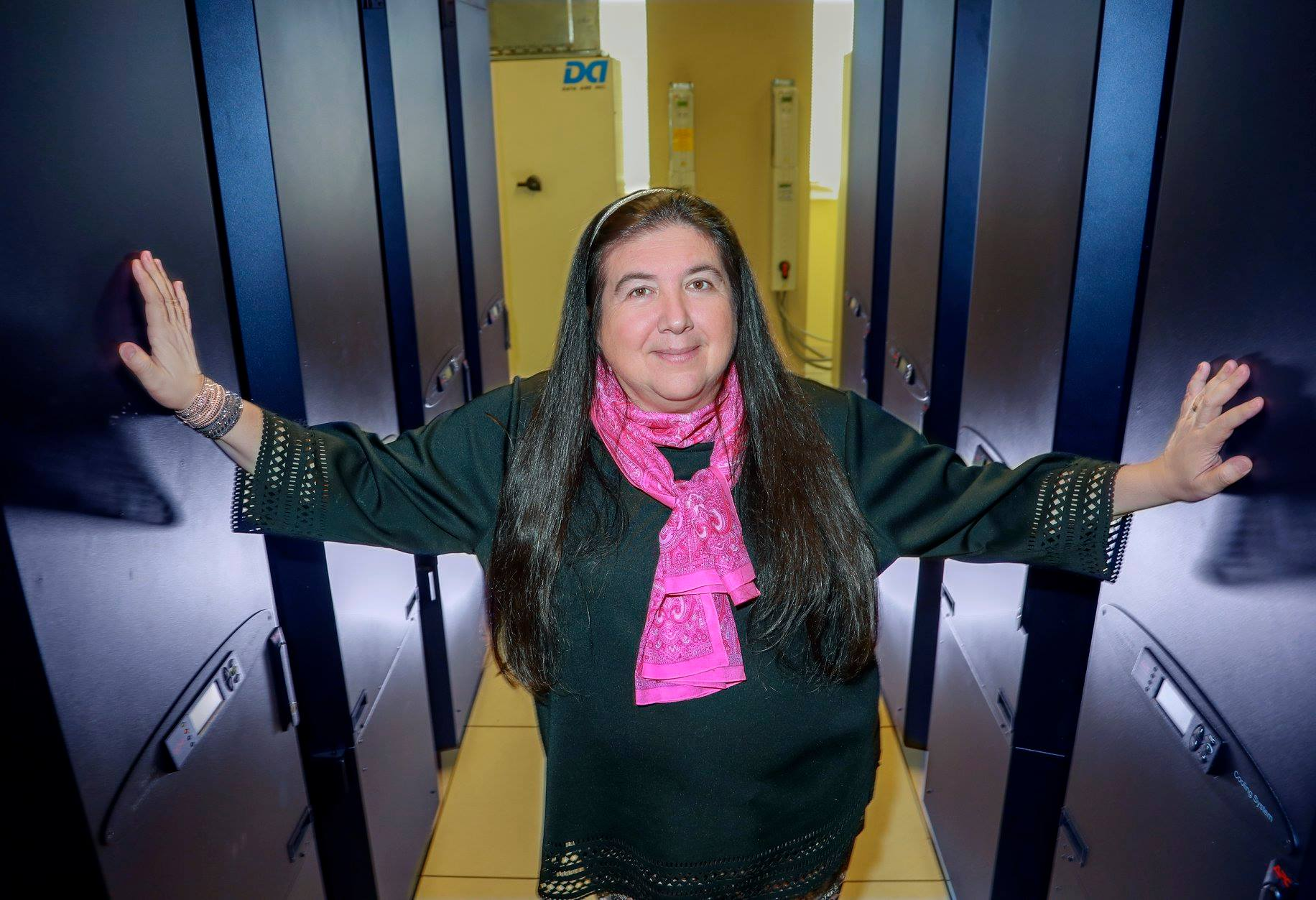
Carolina Cruz-Neira

Carolina Cruz-Neira (* in Venezuela) ist eine Informatikerin und seit 2020 die Agere Chair Professorin im Department of Computer Science an der University of Central Florida. Ihre Forschung kreist um verschiedene Aspekte von Anwendungsdesign und entwicklung in der Virtuellen Realität. Sie ist bekannt als Entwicklerin des CAVE Automatic Virtual Environments.

## Leben
Cruz-Neira erlangte ihren Master-Abschluss im Jahr 1991 und promovierte im Jahr 1995 an der University of Illinois at Chicago. Ihre Forschung beschäftigt sich überwiegend mit Technologien im Kontext der Virtual Reality. Im Rahmen ihrer Promotion war sie maßgeblich an der Entwicklung der ersten Cave Automatic Virtual Environment beteiligt. Darüber hinaus war sie maßgeblich an der Entwicklung der notwendigen Basistechnologien wie z. B. CAVE™ Library und VR Juggler beteiligt.
2018 wurde sie in die National Academy of Engineering gewählt.

## Publikationen
- Video zur CAVE
- Video zur Cruz-Neiras Master-Arbeit
- Carolina Cruz-Neira, Daniel J. Sandin, Thomas A. DeFanti, Robert V. Kenyon, John C. Hart: The CAVE: Audio Visual Experience Automatic Virtual Environment. In: Commun. ACM. Band 35, Nr. 6. ACM, Juni 1992, ISSN 0001-0782, S. 64–72, doi:10.1145/129888.129892.